# Wadbilliga National Park
Wadbilliga National Park är en park i Australien. Den ligger i delstaten New South Wales, i den sydöstra delen av landet, omkring 320 kilometer sydväst om delstatshuvudstaden Sydney.
Runt Wadbilliga National Park är det mycket glesbefolkat, med 5 invånare per kvadratkilometer.. Närmaste större samhälle är Brogo, nära Wadbilliga National Park. 
I omgivningarna runt Wadbilliga National Park växer huvudsakligen savannskog. Genomsnittlig årsnederbörd är 1 127 millimeter. Den regnigaste månaden är juni, med i genomsnitt 166 mm nederbörd, och den torraste är juli, med 11 mm nederbörd.